# La Ferrière (Côtes-d'Armor)
La Ferrière (en bretón Kerhouarn) era una comuna francesa situada en el departamento de Costas de Armor, de la región de Bretaña, que el 1 de enero de 2016 pasó a ser una comuna delegada de la comuna nueva de Les Moulins al fusionarse con la comuna de Plémet.

## Historia
El 31 de marzo de 2016, en reunión del consejo municipal de la comuna nueva de Les Moulins se decide por deliberación y votación del mismo, cambiar el nombre de la comuna nueva por el de Plémet.

## Demografía
| Gráfica de evolución demográfica de La Ferrière entre 1800 y 2013 |
|                                                                   |

Los datos demográficos contemplados en este gráfico de la comuna de La Ferrière se han cogido de 1800 a 1999 de la página francesa EHESS/Cassini, y los demás datos de la página del INSEE.